# 艾尔珊·加西米

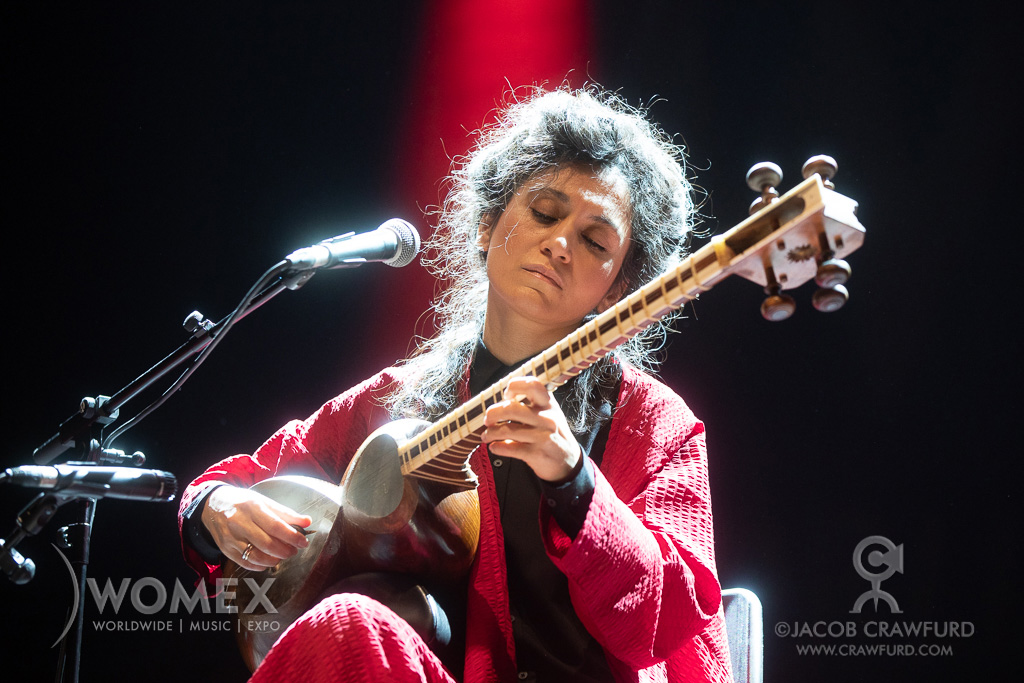
艾尔珊·加西米

艾尔珊·加西米（Elshan Ghasimi，1981年—）是一位塔尔（Tar）演奏家、作曲家、行为表演艺术家和古典波斯音乐家。

## 生活背景及履历
艾尔珊·加西米1981年生于伊朗德黑兰，9岁即开始在德黑兰音乐学院（Tehran Conservatory of Music）学习波斯古典音乐。她曾与马吉德·瓦塞菲（Majid Vasefi）、雷扎·沃达尼（Reza Vohdani）和法里博兹·阿齐兹（Fariborz Azizi），以及知名音乐家侯尚·扎里夫（Houshang Zarif）、侯赛因·阿里扎德（Hossein Alizadeh）一起学习。加西米于17岁时成为伊朗国家乐团（Iranian National Orchestra，1998-2006）最年轻的成员；时任乐团指挥为法哈德·法赫雷迪尼（Farhad Fakhreddini）。
学习期间，在穆罕默德·雷扎·洛特菲（Mohammad Reza Lotfi）、达里什·皮尔尼亚坎（Dariush Pirniakan）、达里什·塔莱（Dariush Talai）等音乐大师的指导下，加西米加深了她对拉迪夫（radīf，伊朗古典曲目）、即兴演奏和塔尔弹奏的了解。 在阿塞拜疆巴库，她接受了木卡姆（Mugham，阿塞拜疆的一种传统音乐形式）和高加索地区塔尔演奏的训练。
在她的个人作品中，加西米常将经典文学作品运用于主题创作，并把音乐、行为表演和观念艺术结合在一起。 自2016年始，加西米在德黑兰和柏林两地工作、生活。 加西米曾多次参演国际音乐会；曾邀请其合作的机构包括：Radialsystem（柏林）、科隆爱乐乐团（Kölner Philharmonie）、Resonanzraum（汉堡）、Lettrétage（柏林）以及PODIUM音乐节（埃斯林根）。